# مظنون

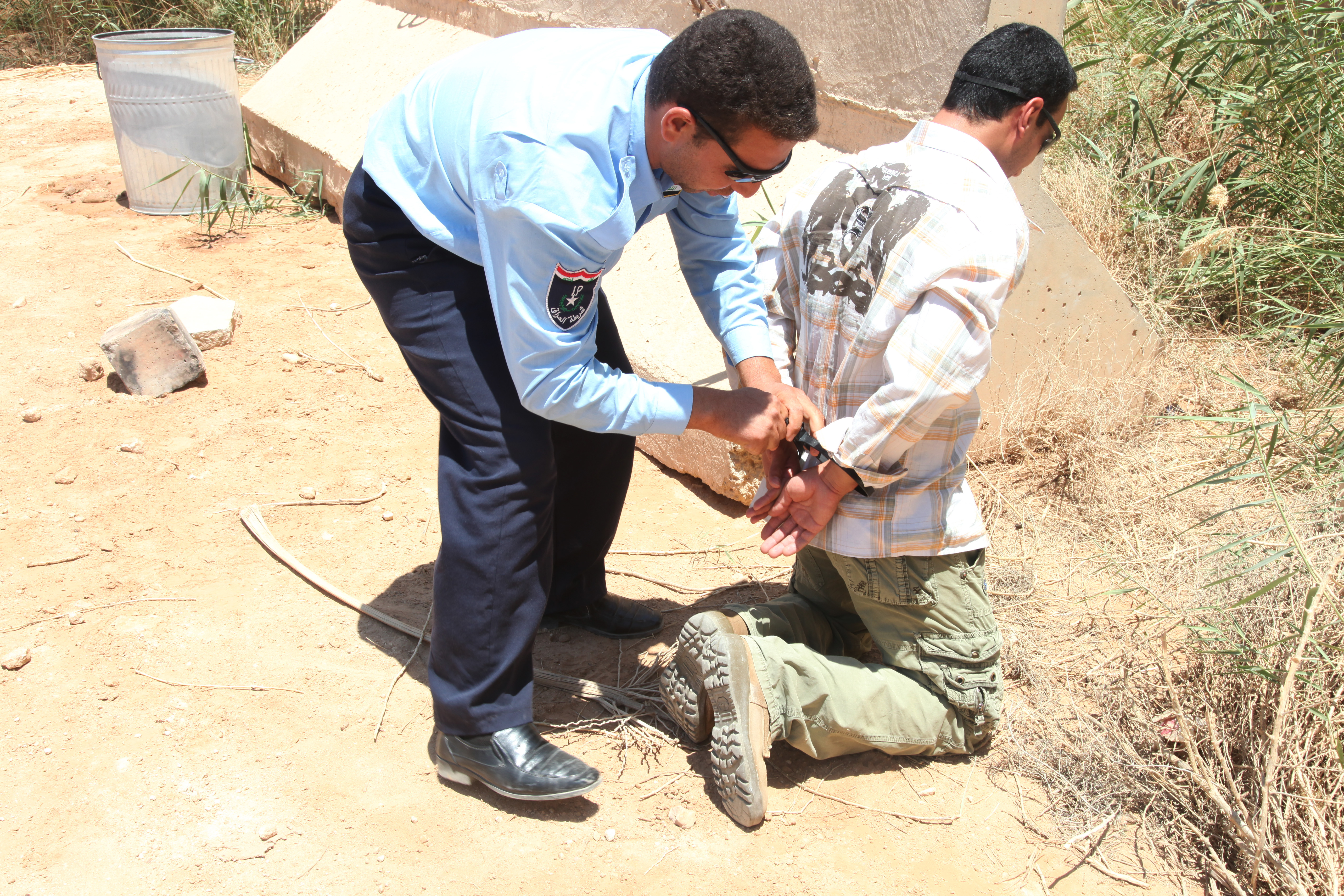
مثالی از یک مظنون

واژه مظنون به معنای گمان برده شده و دانسته شده‌است. گاهی این واژه را به معنی گمان برنده یعنی به جای ظان نیز به کار می‌برند. مشکوک، مورد شک و گمان واقع شده، نامعلوم و نامحقق و یقین ناشده و شبهه دار، پنداشته شده، ظنین و متهم نیز از دیگر معانی این واژه می‌باشند.
مظنون به فردی گفته می‌شود که رفتار و کردارش مشکوک و گفتار و اظهاراتش غیرمنطقی و غیرواقع، وضع ظاهرش غیرعادی و شک برانگیز و دچار نوعی حالت عصبی و هیجان و گاهی برافروخته و عرق کرده و زمانی رنگ باخته و مضطرب باشد.